# Горлице
Горлице (Горлицы) (пол. Gorlice, укр. Горлиці) — город в Польше, входит в Малопольское воеводство, Горлицкий повет; расположен на берегу реки Ропа. Имеет статус городской гмины.
Занимает площадь 23,56 км². Население 25 367 человек (на 2024 год).

## История
Своё название, предположительно получил от первых поселенцев, прибывших из Верхнелужицкого Горлица. Основателями города считаются представители шляхетского рода Карвацианов. Впервые о Карвацианах, выходцах из Италии, упоминается в 1324 году, когда они поселились в Кракове, где основали собственный банк и построили пивоваренный завод. Хроники 1350 года упоминают имена трёх братьев Мартина, Петра и Екеля. Считается, что Горлице основал Дерслав I Карвациан, который был сыном Мартина или Петра. В половине XIV века Карвациана получили дворянский герб Задора. Между 1350 и 1360 годом Дерслав I получил от польского короля Казимира Великого в собственность село Горлице с окрестными поселениями. В начале XV века Дерслав II, который был сыном Дерслава I, построил в Горлице Новый рынок с несколькими зданиями, одно из которых стало его резиденцией. В 1425 году Дерслав II скончался, оставив после себя двух сыновей Петра и Яна, среди которых возник спор о наследстве. Ян Карвациан выбрал себе для проживание отдельное здание возле реки. Этот дом имел большой подвал, предназначенный для хранения вина. К этому зданию Ян Карвациан пристроил квадратный дом с бойницами на верхнем этаже. Предполагается, что во время Яна Карвациана, здание с юга и запада было окружено водным рвом. Возле этого здания стала формироваться площадь, на которой была построена церковь с кладбищем. Возле этой площади стал формироваться будущий город Горлице. В начале XIX века село Горлице приобрело статус города.
После того как в окрестностях были обнаружены месторождения нефти, во второй половине 19-го века в городе стало развиваться производство керосина. В 1853-58 годах здесь жил изобретатель керосиновой лампы Игнатий Лукасевич.
Во время Второй мировой войны на территории города нацисты организовали еврейское гетто. Оно существовало с октября 1941 года по 14 сентября 1942 года. Большая часть узников была убита.

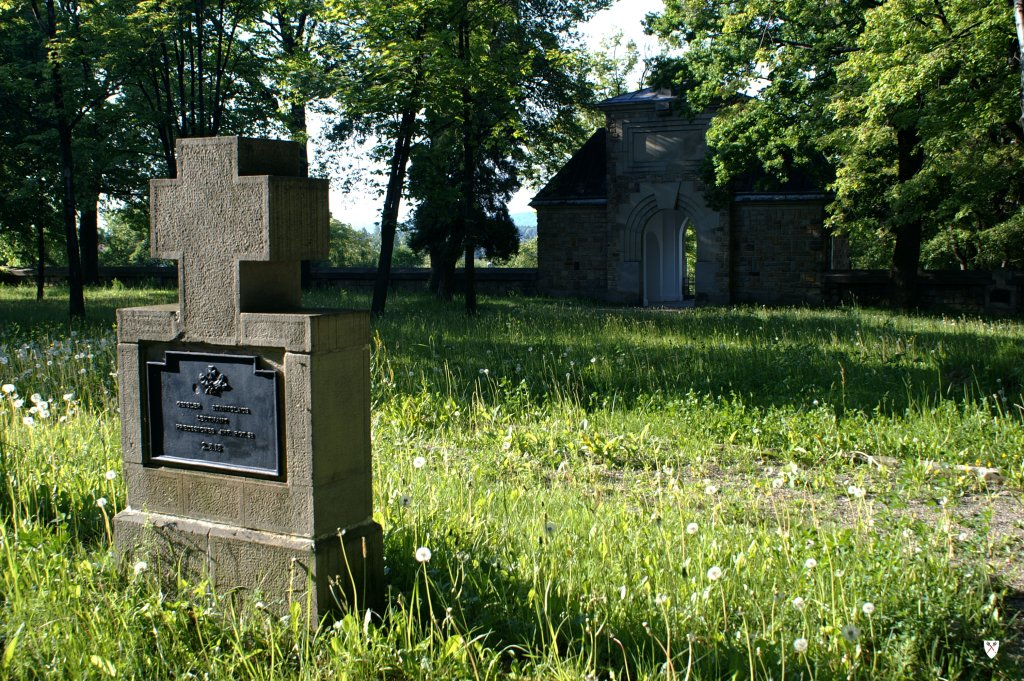
Кладбищенская гора (Góra Cmentarna) в Горлицах. На её вершине расположено кладбище номер 91, одно из 400-х воинских кладбищ Первой мировой войны, расположенных в Западной Галиции. На кладбище похоронено 425 военных австро-венгерской армии, 287 военных российской армии и 140 военных германской армии.

## Достопримечательности
- Галерея искусств «Усадьба Карвацианов» — филиал музея «Усадьбы Карвацианов и Гладышев»;
- В Горлице находятся несколько воинских захоронений времён Первой мировой войны:
  - Воинское кладбище № 89 (Горлице) — памятник Малопольского воеводства;
  - Воинское кладбище № 90 (Горлице) — памятник Малопольского воеводства;
  - Воинское кладбище № 91 (Горлице) — памятник Малопольского воеводства.

## Города-побратимы[6]
- Папа
- Бардеёв
- Ньиредьхаза
- Калуш